# Frontière entre Djibouti et le Yémen
La frontière entre Djibouti et le Yémen sépare la république de Djibouti du Yémen depuis le ras Douméra sur la mer Rouge le long du détroit de Bab el-Mandeb.

## Délimitation
La république de Djibouti a défini sa frontière maritime, par la loi 52/AN78 du 9 janvier 1979, comme la ligne médiane du détroit de Bab el-Mandeb. Elle est précisée par le décret 85-048 du 5 mai 1985. Il n'existe pas d'accord de délimitation entre les deux pays.

## Tracé
Cette ligne frontière ne suit pas les limites établies par la réglementation internationale pour la circulation des navires dans le détroit. La circulation des navires y est libre, sans préjuger de la nationalité des eaux.
Djibouti et le Yémen ont établi un système de séparation du trafic dans le détroit (Vessel Trafic Management System), qui a fait l'objet d'un accord en juillet 1995 organisant sa police.
Il existe un projet de pont au-dessus du détroit pour relier les deux États.